# Ворокомле
Вороко́мле (укр. Ворокомле) — село в Камень-Каширской городской общине Камень-Каширского района Волынской области Украины.
Близ села протекает река Цырь (приток Припяти).
Население по переписи 2001 года составляет 1902 человека. Почтовый индекс — 44530. Телефонный код — 3357. Занимает площадь 60,813 км².

## Галерея

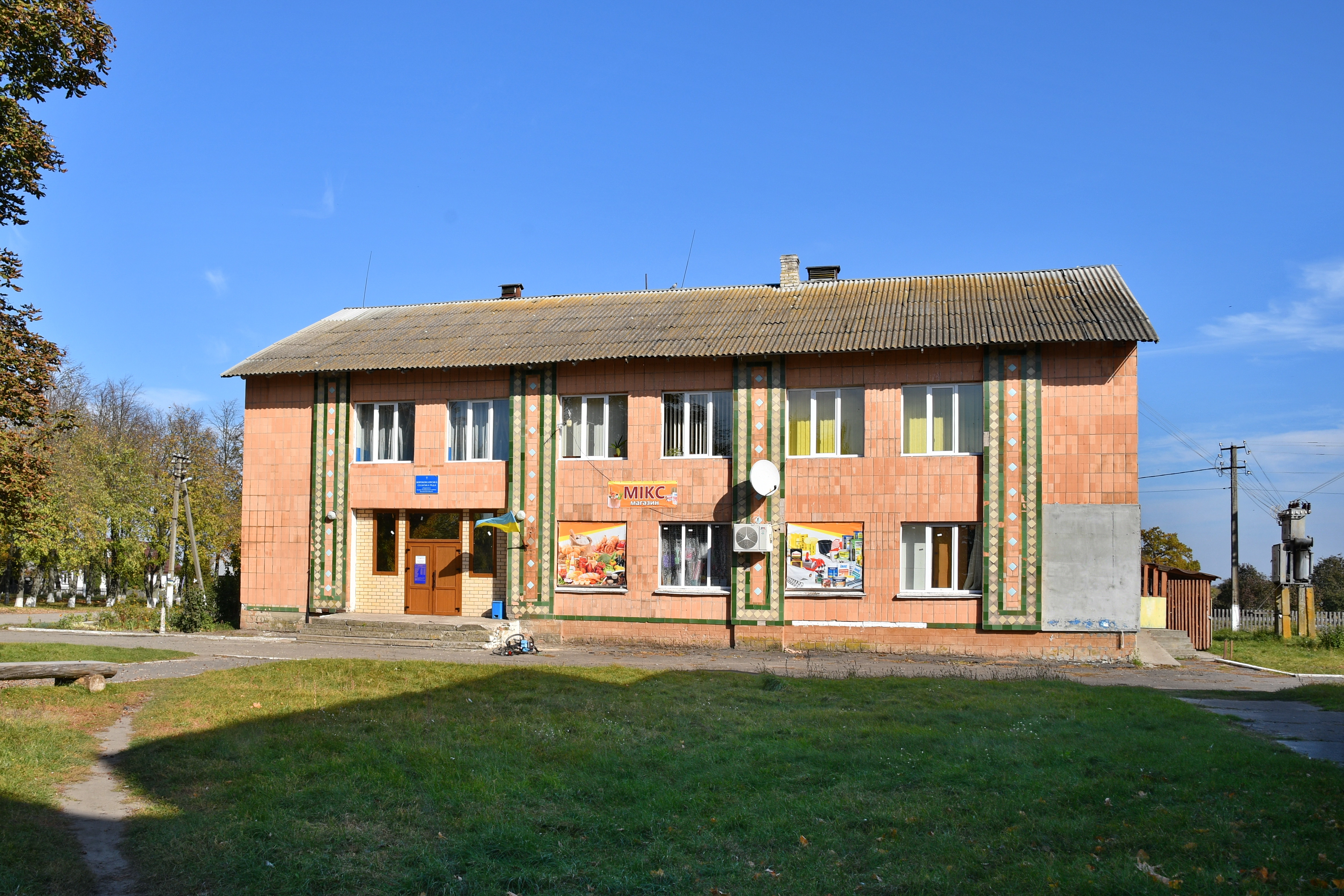
Сельский совет
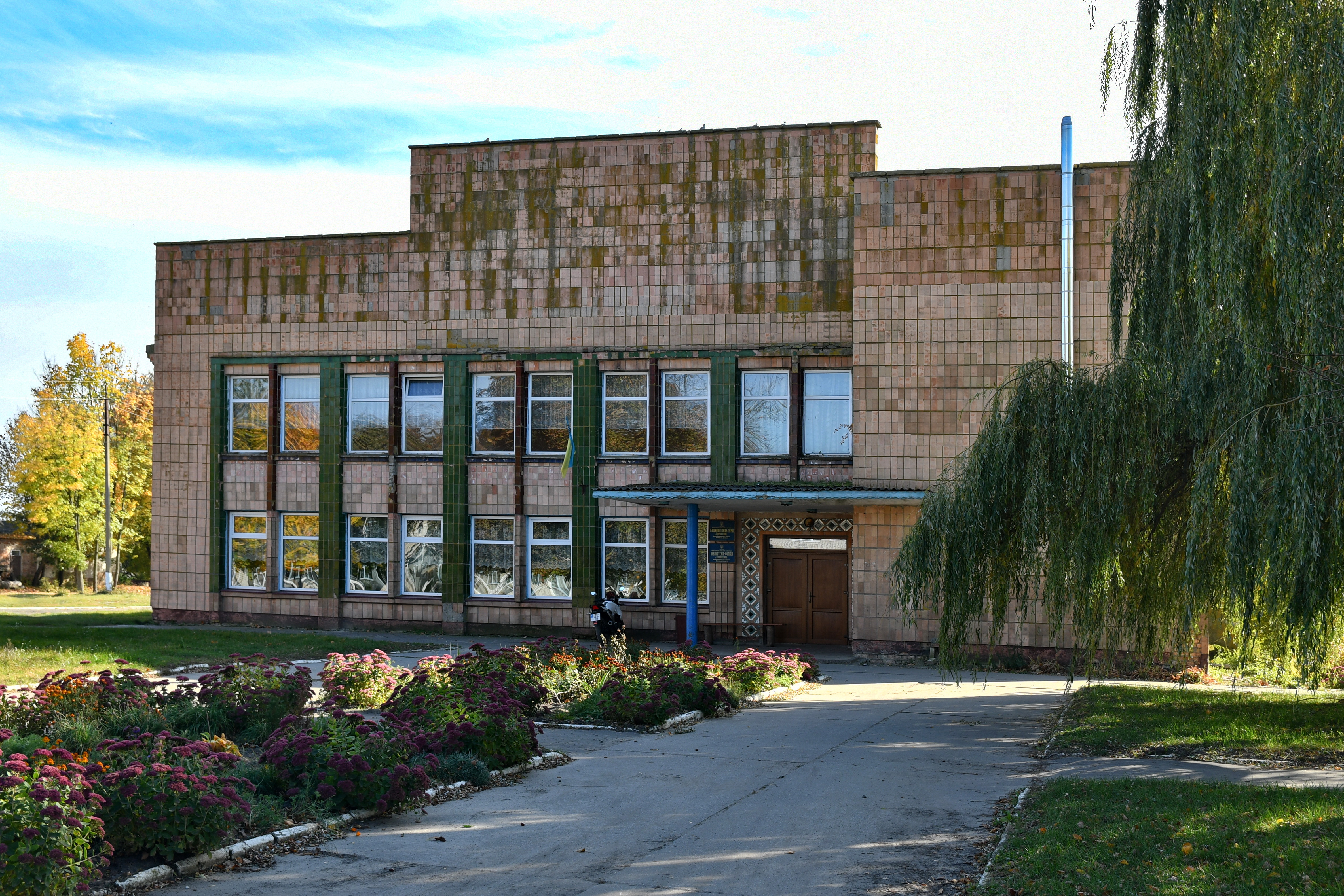
Дворец культуры и библиотека
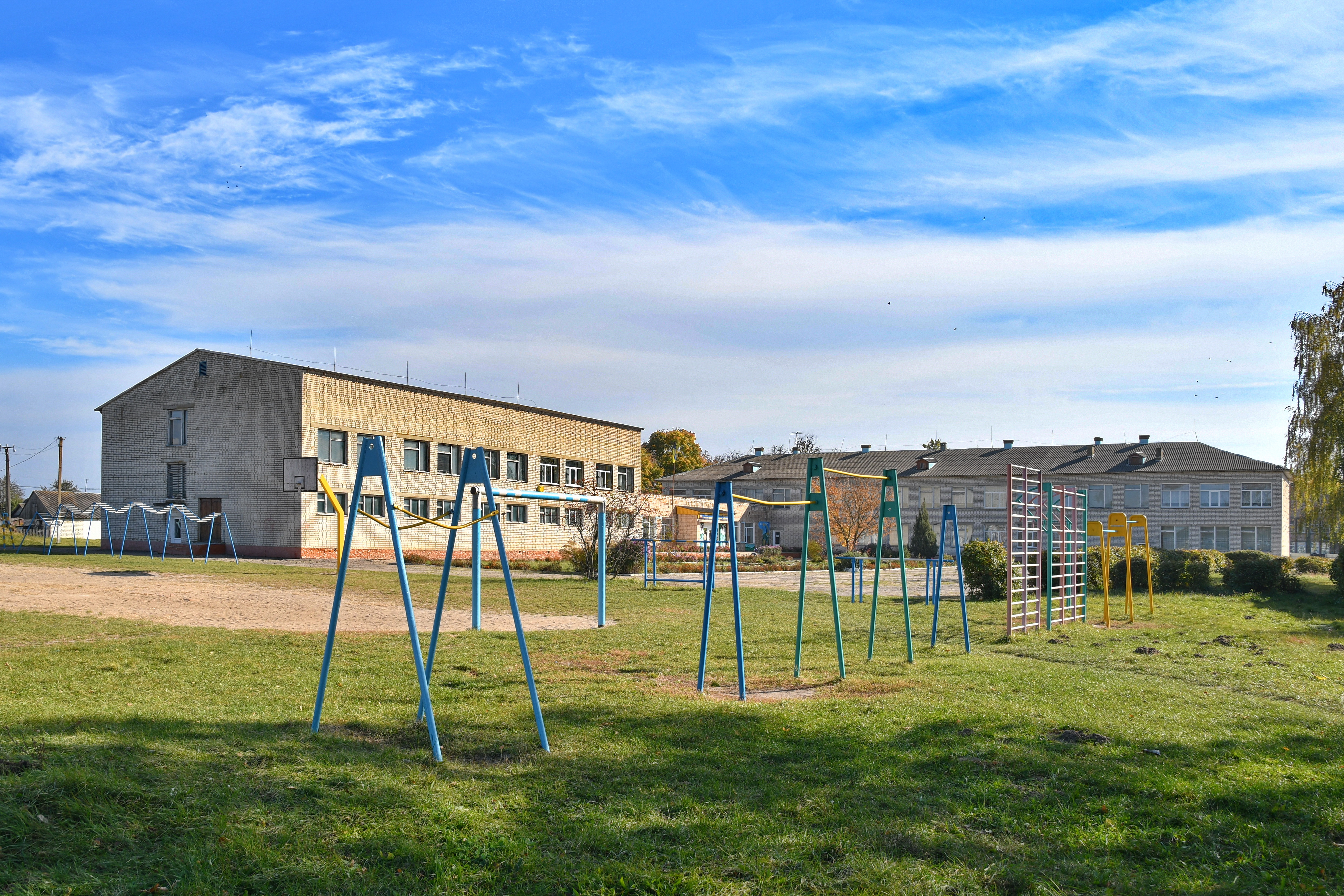
Школа
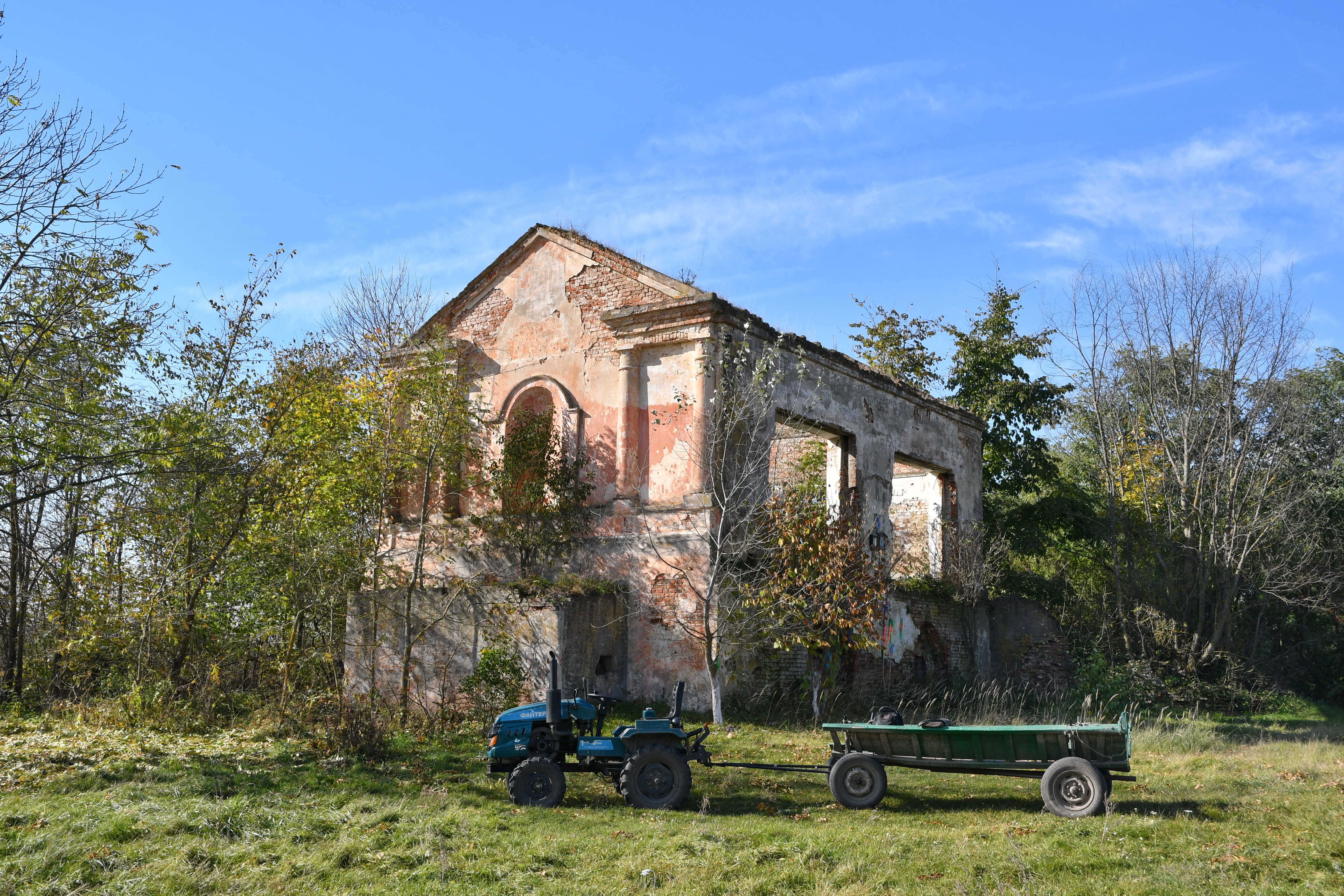
Часовня в бывшем польском поместье Красицких